# Bahnstrecke Auray–Quiberon
| Ein „Korkenzieher“ an der Landenge bei Penthièvre |                      |                                                             |                                                             |
| Überblickskarte |                      |                                                             |                                                             |
| Streckennummer (SNCF): | 473 000              |                                                             |                                                             |
| Kursbuchstrecke (SNCF): | 362                  |                                                             |                                                             |
| Streckenlänge: | 27 km                |                                                             |                                                             |
| Spurweite: | 1435 mm (Normalspur) |                                                             |                                                             |
| Maximale Neigung: | 15 ‰                 |                                                             |                                                             |
| Streckengeschwindigkeit: | 60 km/h              |                                                             |                                                             |
| |                      |                                                             |                                                             |
| \| \| \| Kilometrierung von Paris-Austerlitz über Orléans und Nantes \| \| \| \| \| Bahnstrecke Savenay–Landerneau von Vannes \| \| \| \| 584,9 \| Auray ⊙ (37 m) \| Auray ⊙ (37 m) \| \| \| 585,8 \| Bahnstrecke Savenay–Landerneau nach Lorient \| Bahnstrecke Savenay–Landerneau nach Lorient \| \| \| 586,5 \| Route nationale 165/Europastraße 60 \| Route nationale 165/Europastraße 60 \| \| \| 591,6 \| Belz – Ploemel (30 m) \| Belz – Ploemel (30 m) \| \| \| 598,1 \| Plouharnel – Carnac ⊙ (22 m) \| Plouharnel – Carnac ⊙ (22 m) \| \| \| \| Straßenbahn La Trinité–Étel \| nach Étel und La Trinité \| \| \| \| Laderampe (1940–1944) \| \| \| \| \| Küstenbatterie Bégot (1940–1944) \| \| \| \| 601,7 \| Les Sables-Blancs \| Les Sables-Blancs \| \| \| 603,7 \| Penthièvre \| Penthièvre \| \| \| 605,0 \| L’Isthme ⊙ (8 m) \| L’Isthme ⊙ (8 m) \| \| \| 606,2 \| Kerhostin (10 m) \| Kerhostin (10 m) \| \| \| 607,9 \| Saint-Pierre-Quiberon (16 m) \| Saint-Pierre-Quiberon (16 m) \| \| \| \| Schießplatz für Eisenbahngeschütze \| \| \| \| 612,1 \| Quiberon ⊙ (14 m) \| nach Belle-Île, Houat und Hœdic \| \| \| \| \| \| |                      |                                                             |                                                             |
| Strecke |                      | Kilometrierung von Paris-Austerlitz über Orléans und Nantes | Kilometrierung von Paris-Austerlitz über Orléans und Nantes |
| Strecke |                      | Bahnstrecke Savenay–Landerneau von Vannes                   | Bahnstrecke Savenay–Landerneau von Vannes                   |
| Bahnhof | 584,9                | Auray ⊙ (37 m)                                              | Auray ⊙ (37 m)                                              |
| Abzweig geradeaus und nach rechts | 585,8                | Bahnstrecke Savenay–Landerneau nach Lorient                 | Bahnstrecke Savenay–Landerneau nach Lorient                 |
| Brücke | 586,5                | Route nationale 165/Europastraße 60                         | Route nationale 165/Europastraße 60                         |
| Haltepunkt / Haltestelle | 591,6                | Belz – Ploemel (30 m)                                       | Belz – Ploemel (30 m)                                       |
| U-Bahn-Haltepunkt / Haltestelle Streckenanfang (Strecke außer Betrieb) · Bahnhof · U-Bahn-Haltepunkt / Haltestelle Streckenanfang (Strecke außer Betrieb) | 598,1                | Plouharnel – Carnac ⊙ (22 m)                                | Plouharnel – Carnac ⊙ (22 m)                                |
| U-Bahn-Abzweig quer und nach rechts (Strecke außer Betrieb) · Kreuzung mit U-Bahn (Querstrecke außer Betrieb) · U-Bahn-Abzweig quer und nach links (Strecke außer Betrieb) |                      | Straßenbahn La Trinité–Étel                                 | nach Étel und La Trinité                                    |
| Betriebsstelle Streckenanfang und quer · Abzweig geradeaus und ehemals nach rechts |                      | Laderampe (1940–1944)                                       | Laderampe (1940–1944)                                       |
| Betriebsstelle Streckenanfang und quer · Abzweig geradeaus und ehemals nach rechts |                      | Küstenbatterie Bégot (1940–1944)                            | Küstenbatterie Bégot (1940–1944)                            |
| Haltepunkt / Haltestelle | 601,7                | Les Sables-Blancs                                           | Les Sables-Blancs                                           |
| Haltepunkt / Haltestelle | 603,7                | Penthièvre                                                  | Penthièvre                                                  |
| Haltepunkt / Haltestelle | 605,0                | L’Isthme ⊙ (8 m)                                            | L’Isthme ⊙ (8 m)                                            |
| Haltepunkt / Haltestelle | 606,2                | Kerhostin (10 m)                                            | Kerhostin (10 m)                                            |
| Haltepunkt / Haltestelle | 607,9                | Saint-Pierre-Quiberon (16 m)                                | Saint-Pierre-Quiberon (16 m)                                |
| Betriebsstelle Streckenanfang und quer · Abzweig geradeaus und ehemals nach rechts |                      | Schießplatz für Eisenbahngeschütze                          | Schießplatz für Eisenbahngeschütze                          |
| Kopfbahnhof Streckenende | 612,1                | Quiberon ⊙ (14 m)                                           | nach Belle-Île, Houat und Hœdic                             |
| |                      |                                                             |                                                             |

Die Bahnstrecke Auray–Quiberon ist eine französische normalspurige und eingleisige Bahnstrecke, die von der Bahnstrecke Savenay–Landerneau abzweigt. Sie führt vom Bahnhof der Stadt Auray auf die Halbinsel Quiberon an der Südküste der Bretagne und liegt vollständig im Département Morbihan.
Die Verbindung wurde von den Chemins de fer de l’État (État) geplant und gebaut, jedoch 1882 von der Compagnie du chemin de fer de Paris à Orléans (PO) eröffnet und betrieben. Heute ist die Betriebsführung in Händen der SNCF.
1972 wurde der Personenverkehr auf den Sommer und zwei Züge pro Tag begrenzt.
Um den chronischen Stau auf der einzigen Straße zwischen Halbinsel und Festland abzubauen, erfuhr die Strecke 1985 einen Neustart. Es wurde ein Triebwagenbetrieb eingerichtet und ein Einheitstarif eingeführt, gemeinsam von der Region Bretagne und der SNCF im Rahmen des TER Bretagne. Der Name des Angebotes bezieht sich direkt auf den „Flaschenhals“, den die Züge erweitern sollen: „Tire-Bouchon“, „Korkenzieher“. Dieser Verkehr besteht nur in den Ferienmonaten Juli und August. Im restlichen Jahr übernehmen Busse  des Unternehmens Transports Réseau interurbains du Morbihan (TIM) den Betrieb.

## Geschichte

### Überblick
- 15. Juli 1879: Grundsatzbeschluss („déclaration d’utilité publique“)[1]
- 23./24. Juli 1882: Eröffnung[2]
- 28. Juni 1883: Offizielle Übergabe von der État an die PO[3]
- 6. März 1972: Ende des Regionalverkehrs[4]
- 1. Juli 1985: Einführung des „Korkenziehers“[5]
- Februar 1988: Ende des Güterverkehrs[5]

### Planung und Bau
Im Zweiten Kaiserreich wurde die Entwicklung des Eisenbahnnetzes mit verschiedenen Regeln und Gesetzen gefördert. Ein Gesetz vom 12. Juli 1865 benennt den Staat als Verantwortlichen für die Bahnen von nationalem Interesse, während die Départements für die lokalen Linien zuständig wurden und Konzessionen vergeben durften.
Im Zusammenhang mit dieser Entwicklung der lokalen Linien stellte eine ministerielle Entscheidung vom 26. April 1877 (mittlerweile in der Dritten Republik) den positiven Ausgang einer Untersuchung einer Bahnstrecke von Auray nach Quiberon fest. Sie wurde vom 2. Juli bis 3. August 1877 in Vannes und Lorient ausgelegt. Das öffentliche Interesse an der Linie wurde vom Generalrat des Département Morbihan 1878 erklärt, als der leitende Ingenieur De Froissy die Vorplanungen vorstellte. Die Linie sei strategisch bedeutsam, da sie die Halbinsel Quiberon an das Netz der PO anschließt. Auf den 27 km waren zwei Bahnhöfe und zwei weitere Halte vorgesehen: ein Halt in Ploemel, ein Bahnhof in Plouharnel, der auch Carnac bedienen soll, ein Halt in Kerhostin und ein Endbahnhof in Quiberon, der so gelegen ist, dass er sowohl den Hafen Port-Haliguen (im Osten des Ortes) als auch den Hafen Port-Maria (im Südwesten) bedienen kann. Für weitere Untersuchungen und Planungen wurden 8000 Francs zur Verfügung gestellt. Das Wirtschafts- und das Kriegsministerium schlossen die Untersuchungen am 18. Mai 1879 ab. Die Linie habe zwei Ziele. Wirtschaftlich ermögliche sie, Fischereiprodukte und Salz zu vertreiben. Militärisch erleichtere sie es, Artillerie zur Verteidigung auf die Halbinsel und von dort auf die vorgelagerten Inseln, insbesondere die Belle-Île zu verlegen.
Im „Freycinet-Plan“ genannten Gesetz vom 17. Juli 1879 wurden 181 neue Bahnstrecken im Ergänzungsnetz festgelegt, darunter als Nr. 67 diese Linie.
Das Gesetz mit der Baugenehmigung wurde am 15. Juli 1879 veröffentlicht. Die Baukosten wurde auf 3.600.000 Francs eingeschätzt.

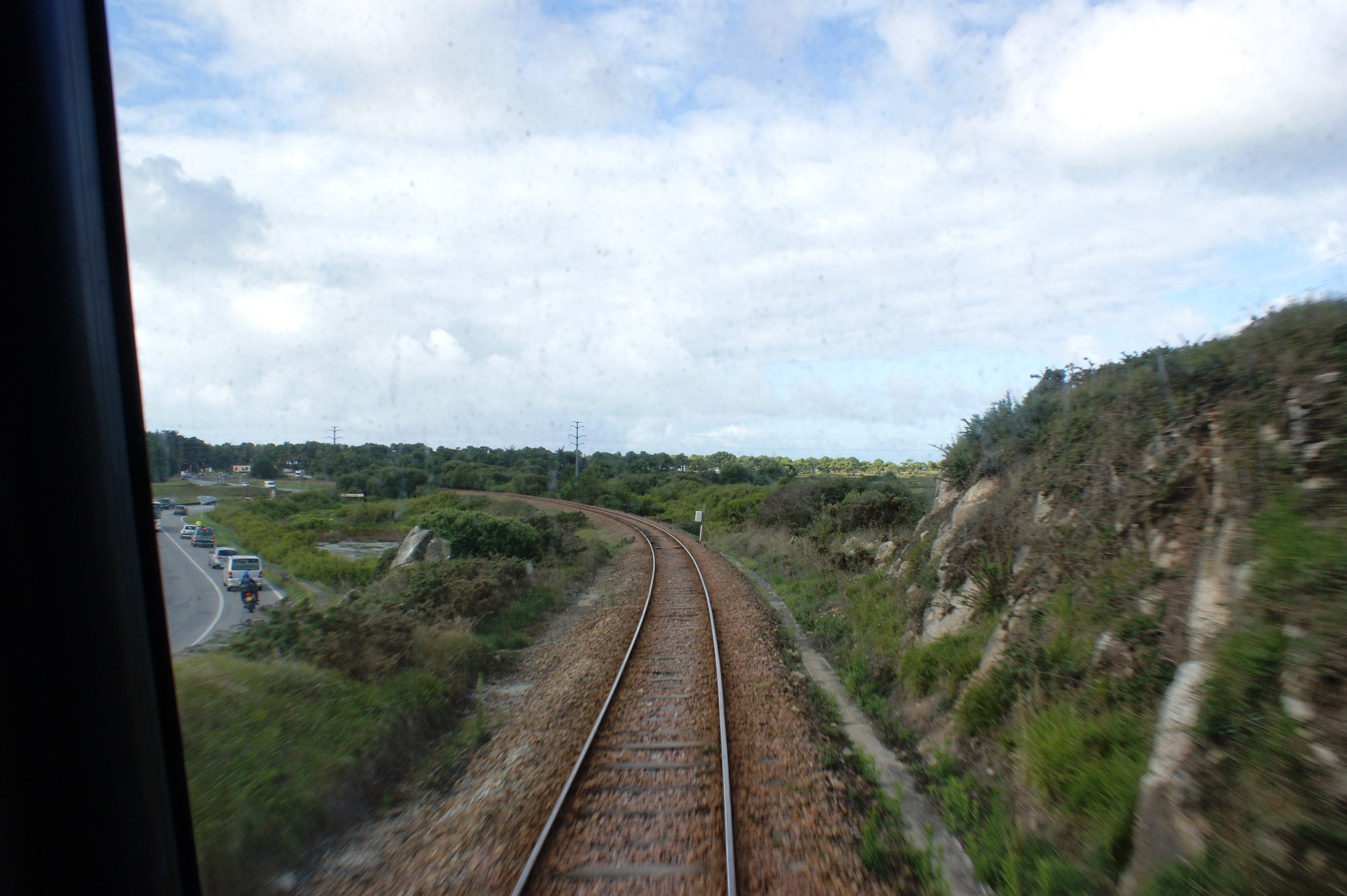
Ankunft auf der Halbinsel aus Führerstandssicht mit Felseinschnitt und Aufschüttung.

Im Februar 1880 begann die État mit den Bauarbeiten. Das einfache Profil enthielt keine Ingenieurbauwerke. Die wesentlichen Bauarbeiten bestanden in einem Felseinschnitt am Anfang der Halbinsel, der von einem Damm über ein Feuchtgebiet gefolgt wird, einem Einschnitt bei Ploemel und einer Aufschüttung an der Engstelle auf der Landbrücke. Im Gegensatz zur Vorplanung wurden vier Bahnhöfe angelegt, Belz-Ploemel, Plouharnel-Carnac, Saint-Pierre-Quiberon und Quiberon. Die Haltestelle bei Kerhostin war durch den Bahnhof in Saint-Pierre ersetzt. Im Juni 1882 kamen die Arbeiten zum Ende und die État verhandelte mit der PO über die Betriebsführung. Am 22. Juni wurde die PO beauftragt, die von anderen Strecken der État entfernte Linie vorerst zu betreiben. Am 23. und 24. Juli wurde die Bahn eröffnet. Am 28. Juni 1883 wurde ein Vertrag unterzeichnet und am 20. November 1883 per Gesetz bestätigt, der die Strecke der PO endgültig übergab.

### Eröffnung

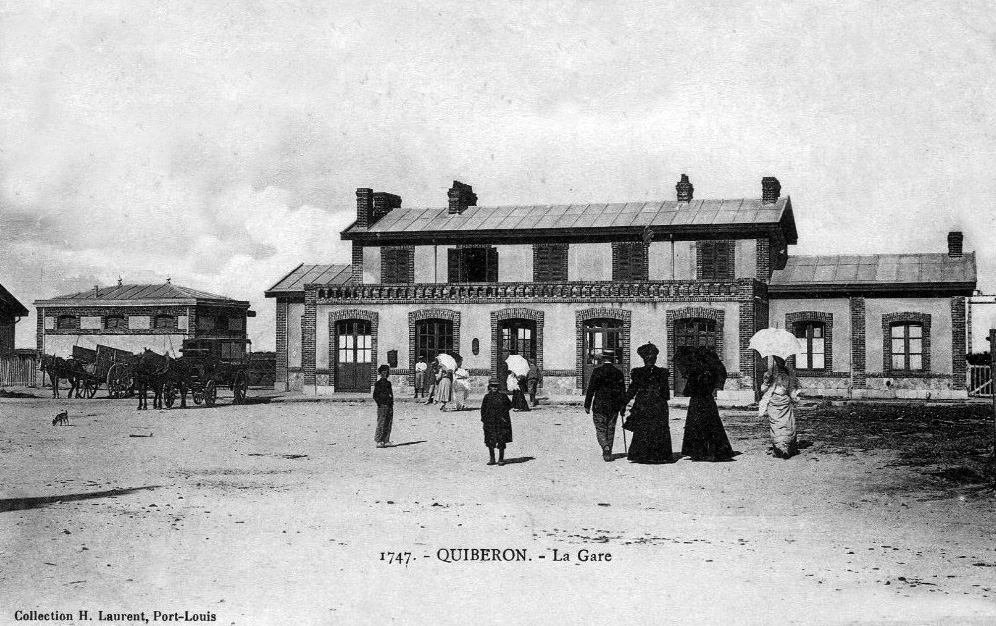
Bahnhof Quiberon, Straßenseite, Postkarte um 1900.

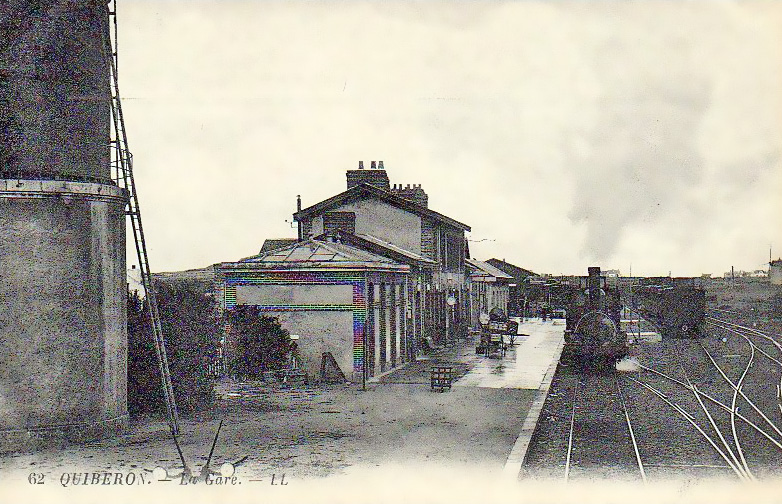
Bahnhof Quiberon, Gleisseite, Postkarte, Anfang des 20. Jhd.

Die Zeitschrift l’Avenir du Morbihan républicain berichtet am 26. Juli 1882 über die Eröffnungsfeier. Die Eingeladenen stiegen bei schönem Wetter im Bahnhof Vannes in den Zug, der sie nach Auray mitnehmen sollte. Erwähnt werden Côme Dufraise, der Präfekt von Morbihan, Berater aus der Präfektur und Ingenieure des Departements. Der Bahnhof und der Eröffnungszug waren in den Farben der Republik geschmückt. An den Bahnübergängen und den Stationen von Ploemel und Plouharnel begrüßten Menschen jubelnd den Zug und versuchten aufzuspringen; aber nur die Bürgermeister und ihre Begleiter fanden noch Platz. Das wiederholte sich am Bahnhof von Saint-Pierre, kurz vor der Ankunft in Quiberon, die von Kanonenschüssen begleitet wurde. Die Sängerschaft von Belle-Île trug die Nationalhymne vor. Im neuen Bahnhof, der ebenfalls geschmückt war, fand auch das Festbankett statt, nachdem der Bischof von Vannes die Lokomotive gesegnet hatte. Es wurde Hummer gegessen und Champagner getrunken, danach folgten die Reden des Bürgermeisters von Quiberon, Allain, des Bürgermeisters von Carnac, Gressy, des conseiller général du canton (etwa mit einem deutschen Landrat vergleichbar) und des Präfekten. Im Publikum war der Generalinspekteur der PO für die Bretagne, Berthet. Während der Reden wurde unter anderem auf den Landungsversuch in Quiberon 1795 verwiesen, es wurde die Hoffnung auf neuen Wohlstand auf der Halbinsel ausgedrückt und dem Verkehrsminister Charles de Freycinet für die Genehmigung gedankt.

### Militäranschlüsse
1916, im Ersten Weltkrieg, wurde ein militärischer Abzweig am Südende des Bahnhof Saint-Pierre-Quiberon gebaut. Dort lag ein Übungsgelände für Eisenbahngeschütze.
Von 1940 bis 1944 benutzte die Organisation Todt diese Bahnlinie für Arbeiten am Atlantikwall. Am Zugang zur Halbinsel wurde eine Geschützbatterie (Batterie de Bégot, auch de Plouharnel) mit Gleisanschluss aufgebaut. Um den hohen Bedarf an Sand und Kies für den Beton der Befestigungen zu decken, unter anderem für die U-Boot-Bunker in Lorient, wurde nördlich des ersten Anschlusses ein weiterer gelegt. Er führte an eine Laderampe, die auch an eine Feldbahn durch die Dünen von Plouharnel und Erdeven anschloss. Hier wurde zwischen den Waggons der Eisenbahn und den Loren der Feldbahn umgeladen. Dieser Bereich gehörte zum Kessel von Lorient, in dem die deutschen Truppen erst am 10. Mai 1945 kapitulierten (siehe Schlacht um die Bretagne).

### Personenverkehr

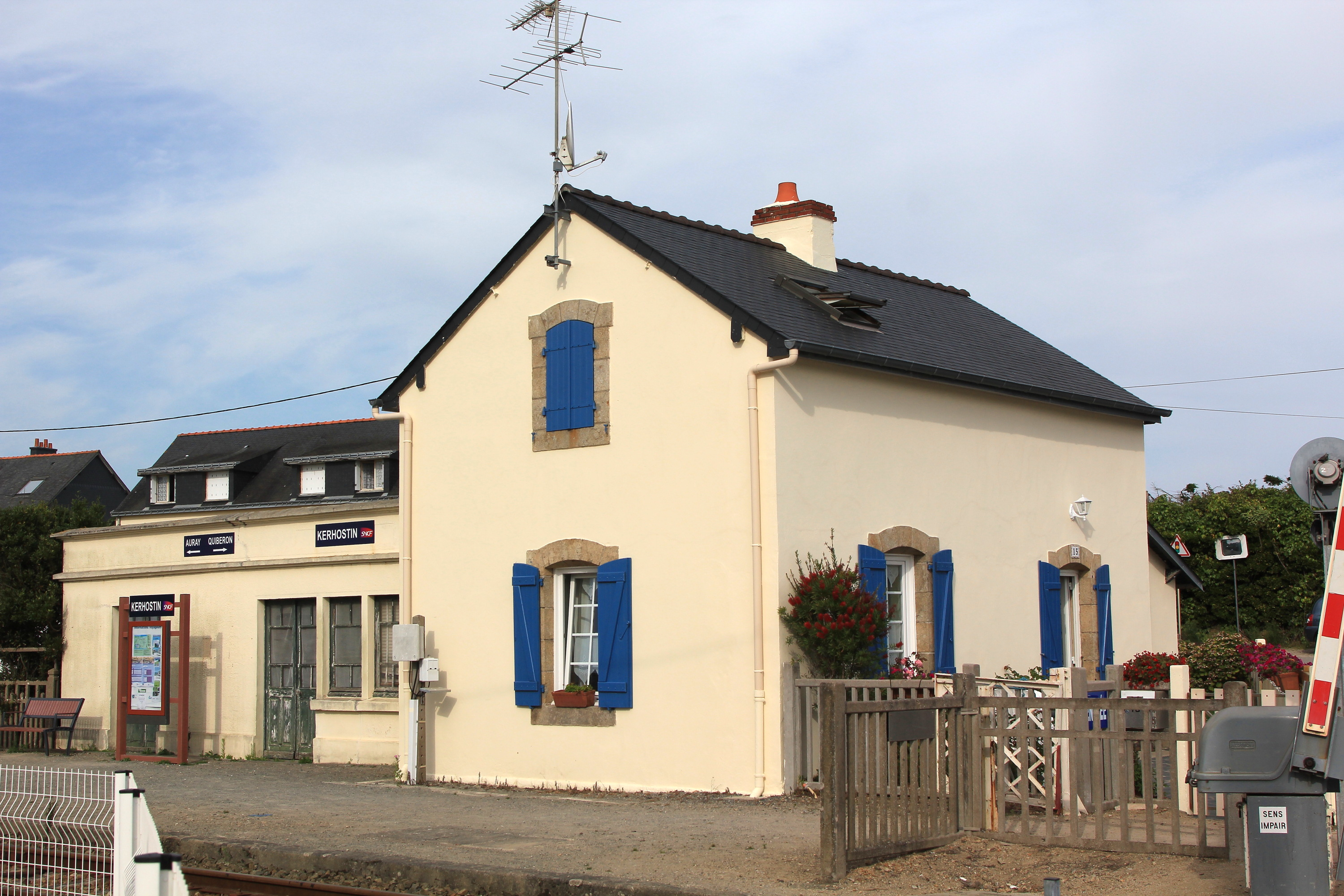
Bahnhof Kerhostin

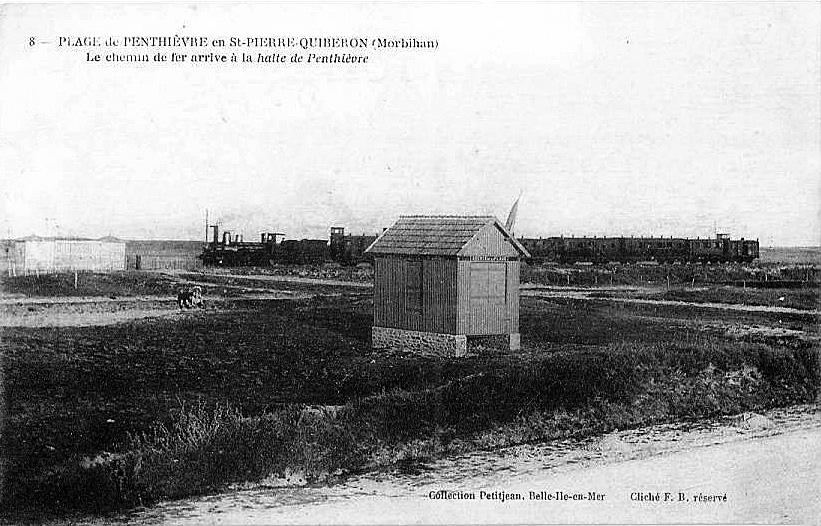
Zug am Haltepunkt Penthièvre um 1910

Auf Druck von Lokalpolitikern und der betroffenen Bevölkerung wurde 1891 eine Haltestelle „Kerostin“ (noch ohne „h“) provisorisch angelegt und im folgenden Jahr dauerhaft eingerichtet. Sie wurde zuerst nur an Sonn- und Feiertagen bedient. 1927 wurde an das Haus des Schrankenwärters ein Empfangsraum angebaut. Auch der 1909 eingerichtete Halt in Penthièvre erhielt 1927 ein Gebäude.

#### Ein dünnes und kaum lohnendes Angebot
Zu Beginn wurde dreimal pro Richtung ein Pendelzug angeboten. Sein Fahrplan war unpraktisch und führte schnell zu Beschwerden, weil unter anderem der erste Morgenzug und der letzte Abendzug in Auray verpasst würden. Ein solches Angebot sei nicht ausreichend, um die Gästezahlen zu erhöhen.

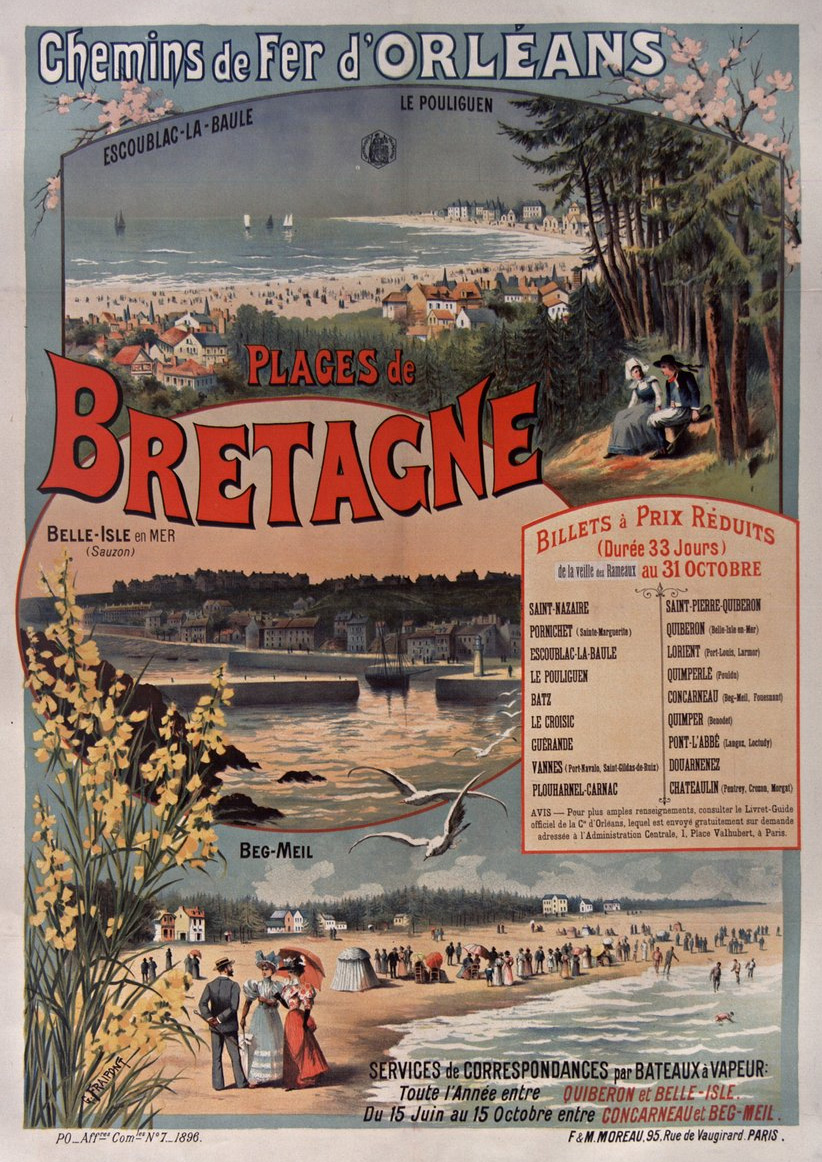
Werbung der PO, 1896. Unter anderem wird für die (über Quiberon erreichbare) Belle-Ile geworben.

Zu Anfang der 1890er Jahre zog die PO Schrankenwärter von der Linie ab, weil der Verkehr zu schwach sei. 1899 forderte der Departementsrat den Betreiber auf, den Saisonverkehr auch im Juni anzubieten und die Fahrpläne zu überarbeiten. Die Gesellschaft antwortete, die Passagierzahlen rechtfertigen erst ab Juli zwei zusätzliche Fahrten pro Tag und dass die Fahrpläne seien durch die Bedürfnisse des Transports von Meeresfrüchten eingeschränkt. Der Verkehr mit Pendelzügen lief bis 1906.
In der Folgezeit gab es Regionalzüge, Expresszüge und Bäder- und Vergnügungszüge, die Nutzung blieb schwach und kaum rentabel. 1934 wurde eine Umstellung auf Straßenbedienung geplant. Ein „Plan zur Abstimmung von Schiene und Straße“, der vom „Comité technique départemental des transports du Morbihan“ erarbeitet worden war, wurde dem Verkehrsminister am 14. September 1935 zugesendet. Er sah Bahnbetrieb nur von Mitte Juni bis Ende September vor, die Nutzung sei außerhalb der Tourismussaison zu schwach. Diese Überlegungen wurden durch den Zweiten Weltkrieg und wegen der Benutzung der Strecke durch die Besatzer nicht weiterverfolgt. 1949 führte die SNCF Direktverbindungen mit Paris über Nantes ein, 1956 bestand das Angebot aus drei Zügen pro Tag im Winter, zu denen drei weitere in der Feriensaison kamen.

#### Schließung des Personenverkehrs 1972 und Versuche zur Reaktivierung
Die Regionalzüge wurden am 6. März 1972 eingestellt. Dennoch wurde die Strecke im Personenverkehr nicht ganz geschlossen, sie wurde nur im Sommer weiterhin von zwei Zügen am Tag und Richtung befahren, je einem Tagzug und einem Nachtzug mit Kurswagen von und nach Paris Montparnasse.

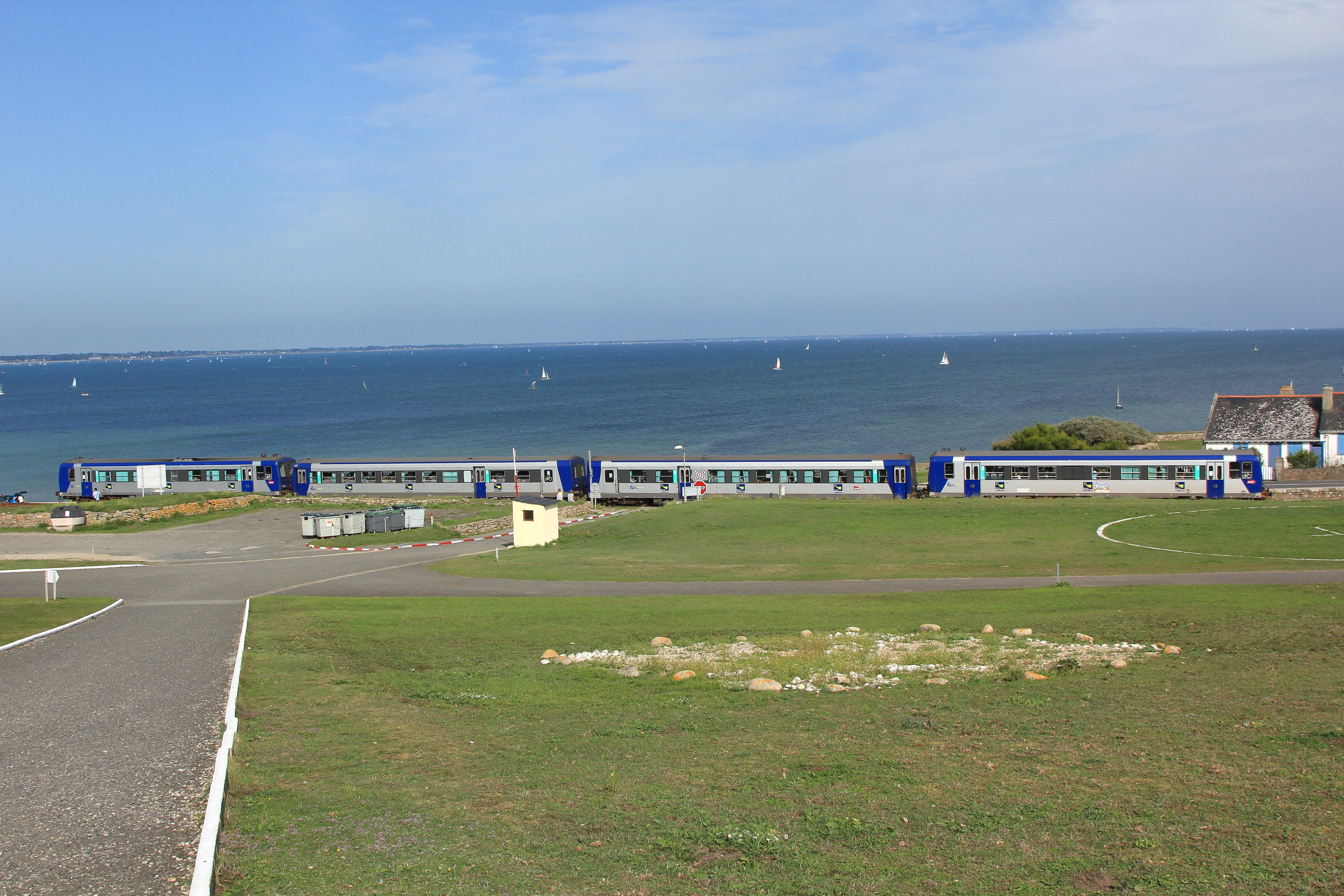
„Korkenzieher“ bei Penthièvre

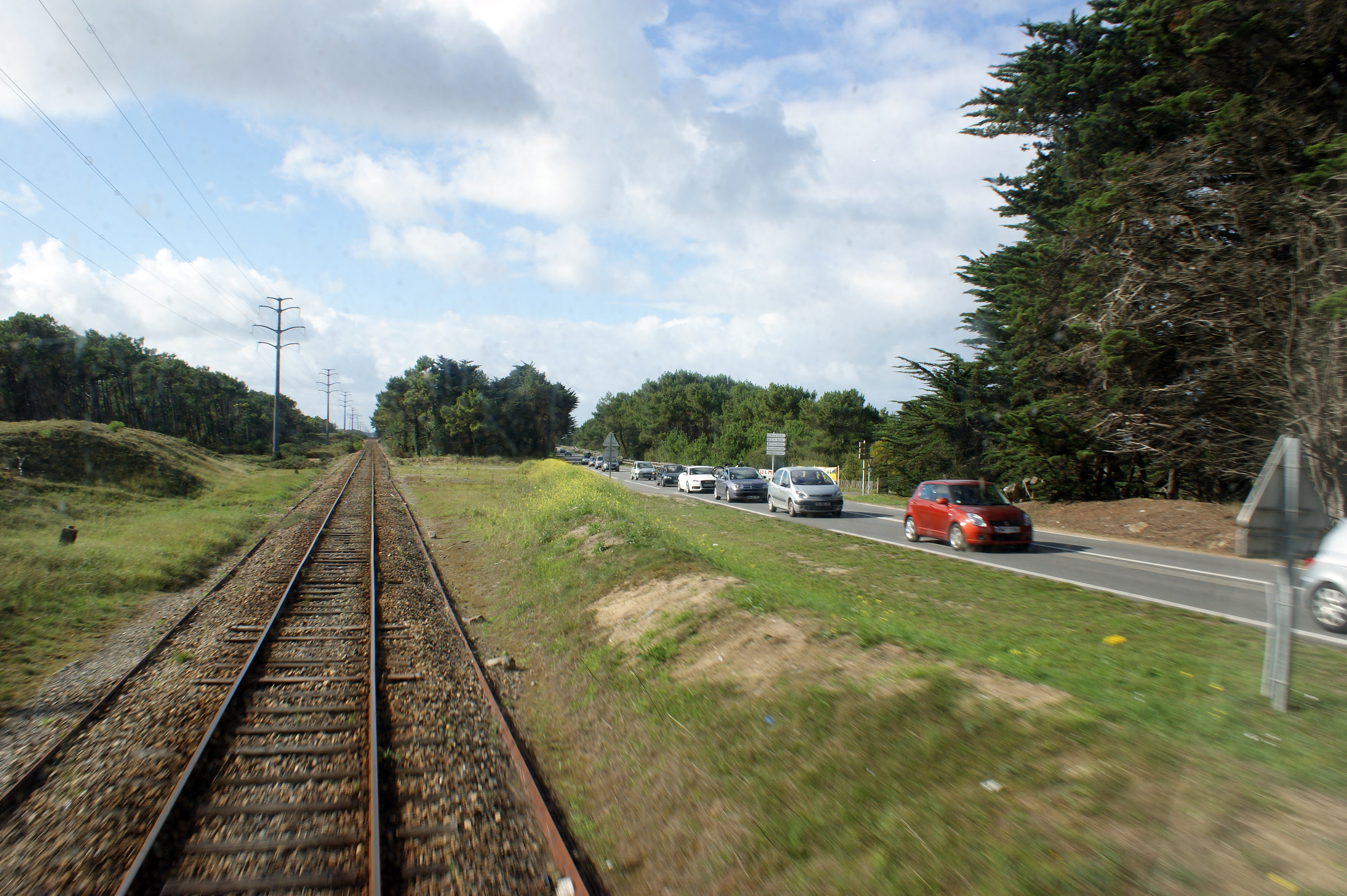
Straße und Schiene nördlich der Landenge

Zu Beginn der 1980er-Jahre lebte der Tourismus auf der Halbinsel auf, vor allem durch Badeurlauber, aber auch Wassersport und Thalassotherapie. Hinzu kommen die Benutzer der in Quiberon abgehenden Schiffsverbindungen. Die Halbinsel ist nur durch eine zweispurige Straße erreichbar, die mit 20.000 Fahrzeugen am Tag chronisch überlastet ist. Um den Stau zu bekämpfen, übernahm 1980 der Zweckverband der Landschaft Auray die Finanzierung und Organisation der zwei Hin- und Rückfahrten am Tag. Drei oder vier Wagen des Fernzuges wurden dafür verwendet und beendeten acht Jahre Quasischließung der Linie.

#### Einführung des „Korkenziehers“ 1985
Im Jahr 1982 setzte Charles Fiterman die Wiedereröffnung von vier im Personenverkehr geschlossenen Linien durch.
Diese Initiative ermutigte auch andere Regionen ihre Linien wieder eröffnen zu lassen, in der Bretagne Auray–Quiberon. Angesichts der zugestauten Straße auf die Halbinsel, die nicht weiter ausgebaut werden sollte, entschied sich die Politik für die Einrichtung eines verdichteten Eisenbahnverkehrs. Die erste Vereinbarung dieser Art in der Bretagne wurde zwischen der SNCF und dem Departementsrat geschlossen. Es wurde entschieden, zwei SNCF-X-2100-Triebwagen einzusetzen, die im Stundentakt fahren. Ein Einheitstarif erleichterte den Automatenverkauf im Zug und an anderen Verkaufsstellen außerhalb der Bahnhöfe. Zwei Haltepunkte wurden nah an der Küste neu eingerichtet: Les Sables Blancs nahe einem Campingplatz und L’Isthme an der Landenge von Penthièvre. An drei Halten wurden außerdem Parkplätze eingerichtet.
Das neue Angebot erreichte eine hohe öffentliche Aufmerksamkeit. Dazu trug auch der Produktname „Tire-bouchon“, „Korkenzieher“ bei, der auf die Verstopfung im „Flaschenhals“ der Landenge anspielt, die er umgeht. Die Züge fuhren vom 1. Juli bis 31. August 1985. Die Züge, die nur zwischen Plouharnel und Quiberon fuhren, waren durchschnittlich mit 48 Personen besetzt, diejenigen ab Auray mit 60. In Auray bestand Anschluss nach Rennes und Paris. Der Zug ab Quiberon um 17:25 Uhr war regelmäßig mit durchschnittlich 278 Fahrgästen überfüllt, aber am Vormittag waren die Züge leer. Wegen der großen Nachfrage wurde das Angebot verstärkt, dabei kam ein weiterer Triebwagen gleichen Typs oder ein SNCF XR 6100 zum Einsatz. Infolge des günstigen Preises von 5 F pro Person und Fahrt betrug das Defizit etwa 600.000 F, von dem die SNCF ein Drittel übernahm. Während die Strecke im Winter von nur einer Person bedient wurde, brauchte der Saisonverkehr sechs Mitarbeiter, von denen einer die Kreuzungen in Plouharnel sicherte.

#### Verstärkung nach Auray 1992

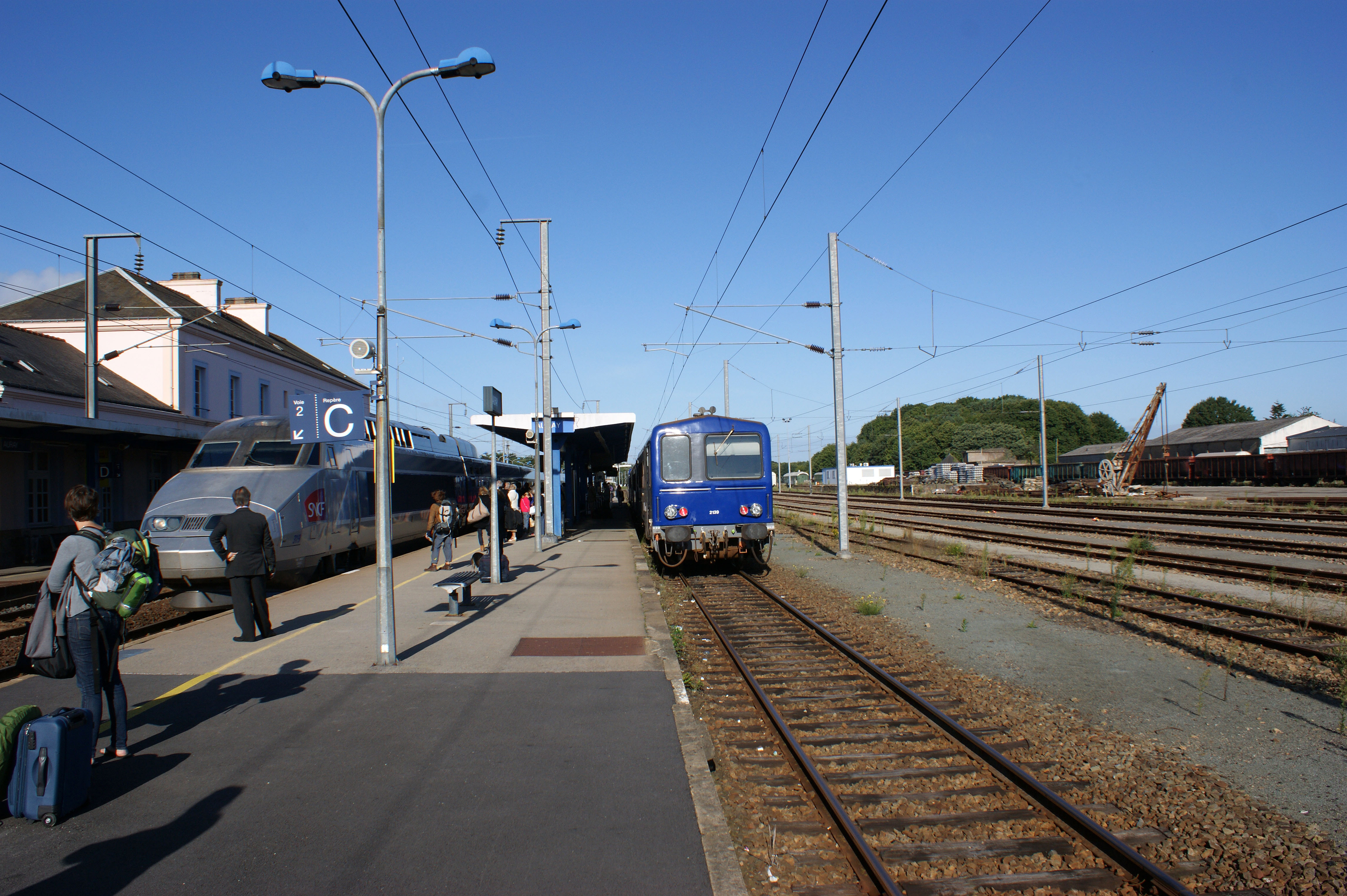
TGV und „Korkenzieher“ im Bahnhof Auray

Ab 1992 fuhr der TGV Atlantique über Auray nach Quimper, dafür wurden alle Fahrten des „Korkenziehers“ nach Auray verlängert, wo Anschluss nach Paris besteht. Eingesetzt wurden nun modernisierte und größere Triebwagen des Typs X 4500. Sie fahren meist dreiteilig und, bedingt durch den Streckenzustand, mit 60 km/h. Der Tageszug von Quiberon nach Paris wurde am Saisonende 1996 aufgegeben, der Nachtzug folgte ein paar Jahre später.
1999 wurde die Werbung verstärkt, unter anderem wurden 65.000 Fahrpläne an Hotels und andere touristische Einrichtungen verteilt, aber auch direkt an Autofahrer im Stau. Das Angebot umfasste 1998 zehn und 1999 elf Fahrtenpaare pro Tag. Der Einheitstarif betrug 15 F, eine Zehnerkarte kostete 120 F.
1990 wurden 60.000 Fahrgäste gezählt, 1996 63.000. Für das 21. Jahrhundert werden Zahlen zwischen 95.000 und 130.000 Fahrgästen pro Saison genannt. Seit 2008 fährt der Zug auch die letzten beiden Wochenenden im Juni und die ersten beiden im September. Der Einheitstarif besteht weiterhin.

### Güterverkehr
Seit der Eröffnung der Linie wurden Fischereiprodukte über die Linie vertrieben, was auch ein Motiv für den Bau der Linie war.
Fischkonserven, insbesondere Sardinen, wurden versandt; aber auch Salz und Iod. Auch wurde Holz verladen, das auf der Halbinsel geschlagen wurde; in der Gegenrichtung wurde englische Kohle für die Konservenfabriken geliefert. Der Güterverkehr endete am 1. Februar 1988.

## Streckenbeschreibung

### Verlauf

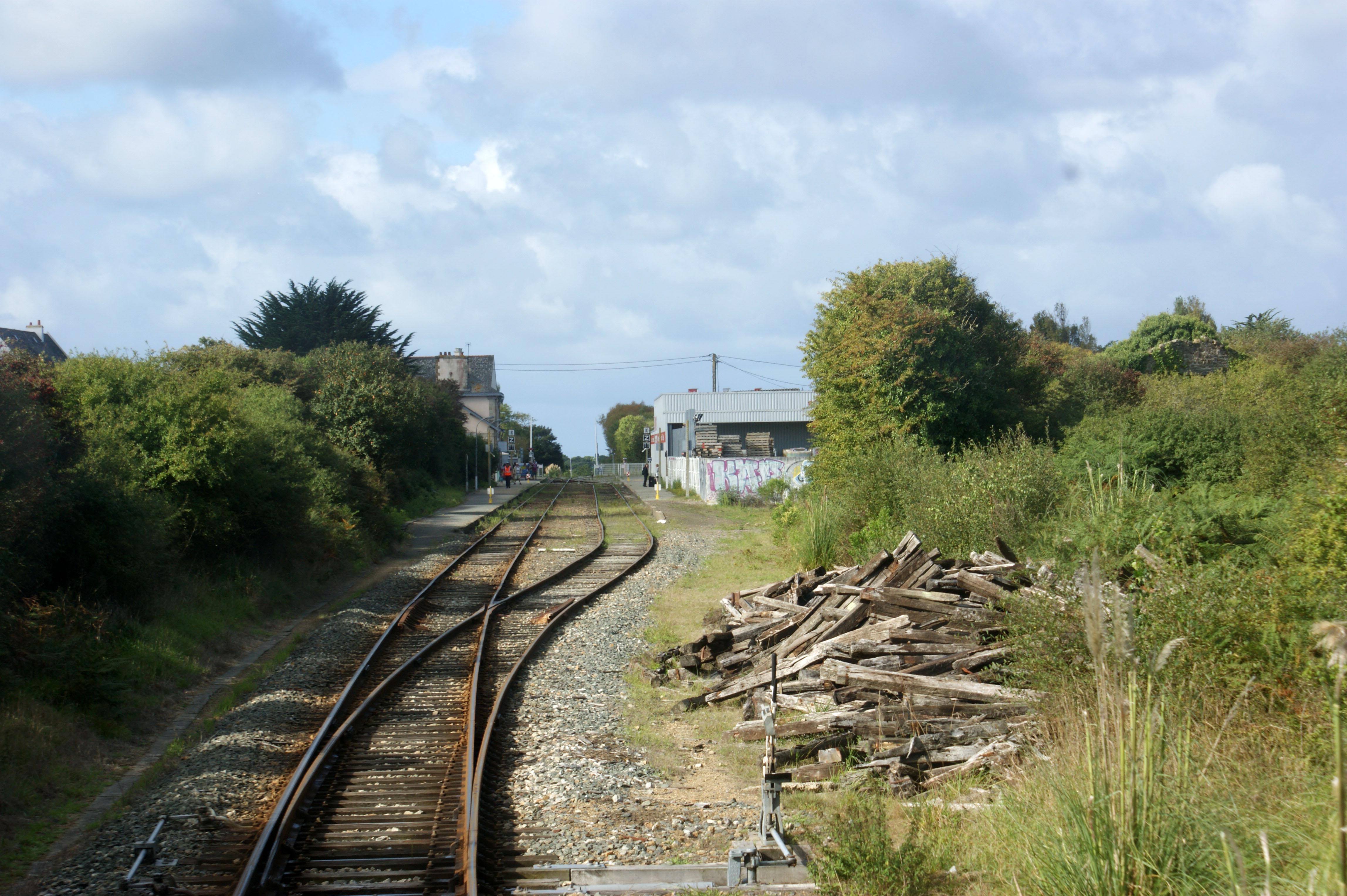
Plouharnel – Carnac, der einzige Kreuzungsbahnhof

Die Strecke verlässt den Bahnhof von Auray gemeinsam mit der Hauptstrecke Savenay–Landerneau nach Westen, von der sie nach etwa 600 m nach links, Richtung Südwesten, abzweigt. Das eine Gleis quert eine Departementsstraße mit einem Bahnübergang und die vierspurige Route Nationale 165 auf einer Brücke und erreicht den mit 41 m höchsten Punkt der Strecke. Fast durchgehend gradlinig wird der Bahnhof Belz-Ploemel erreicht, danach geht es mit einem Gefälle von bis zu 15 ‰ auf die Halbinsel zu. Der Bahnhof Plouharnel-Carnac hat als einziger ein Ausweichgleis und ermöglicht die Begegnung von Zügen. Von 1901 bis 1935 konnte man hier auf die Straßenbahn La Trinité–Étel umsteigen. Hinter dem Bahnhof folgt ein weiteres langes Gefälle, die Linie durchquert einen Hügel mit einem Einschnitt und erreicht die Halbinsel auf einem Damm.
Die Trasse verläuft nun geradlinig nach Süden, nur wenig über dem Meeresspiegel. Es folgen die Halte „Sables-Blancs“, „Penthièvre“ und „L’Isthme“, wo sie auf einem Damm die engste Stelle zwischen dem Atlantik und der Bucht von Quiberon passiert. Sie lässt die Festung von Penthièvre rechts liegen und kommt nach Kerhostin, ab wo die Landschaft gewellt ist. Sie passiert den Bahnhof Saint-Pierre-Quiberon, wendet sich nach Südsüdwest und erreicht ihr Ziel im Bahnhof Quiberon.

### Stationen

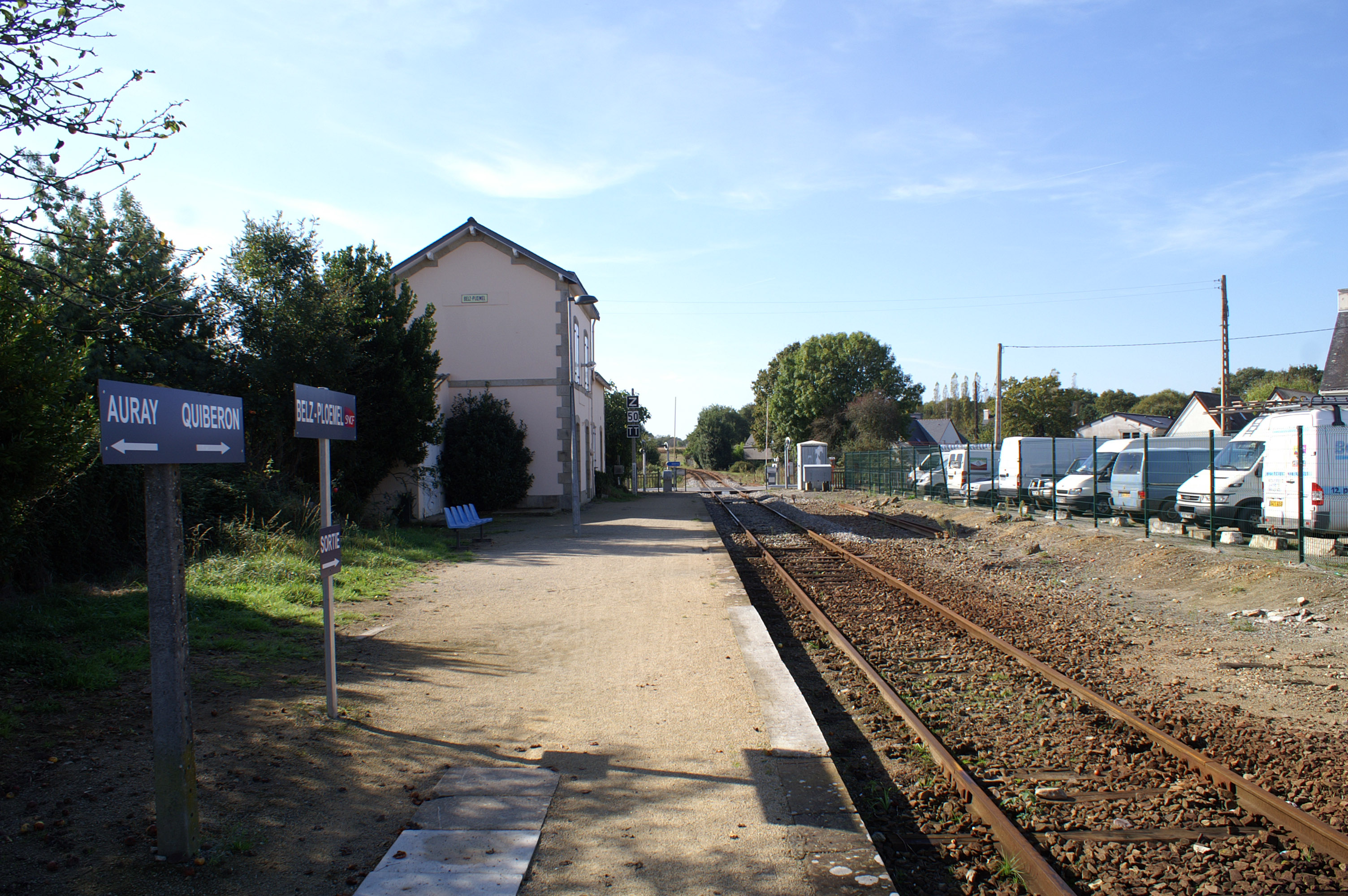
Bahnhof Belz – Ploemel.

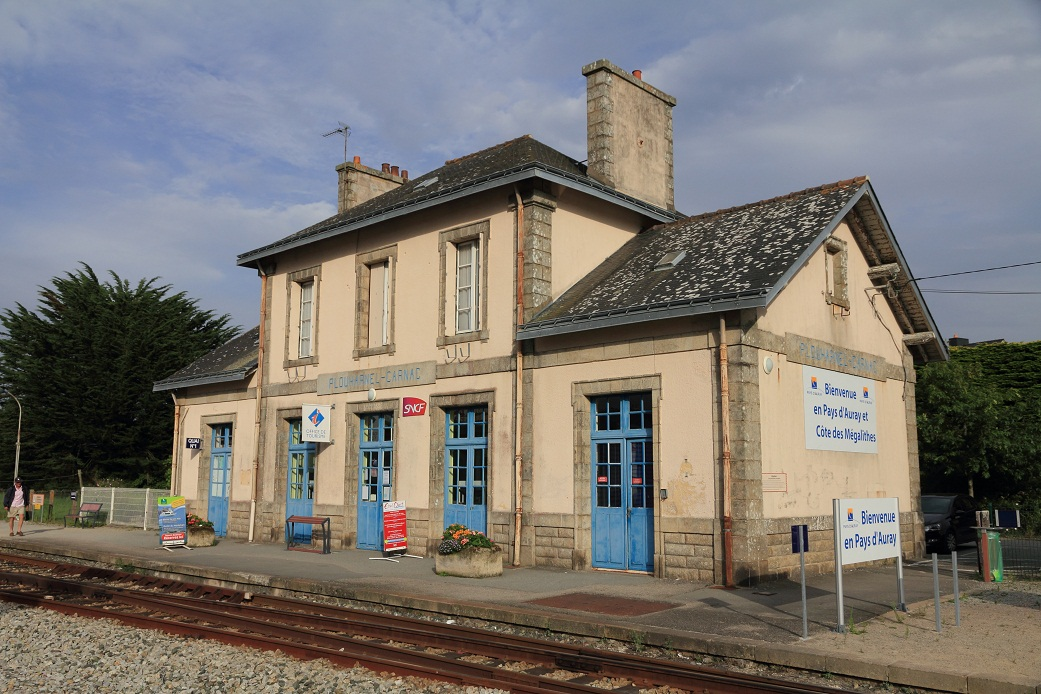
Bahnhofsgebäude Plouharnel – Carnac.

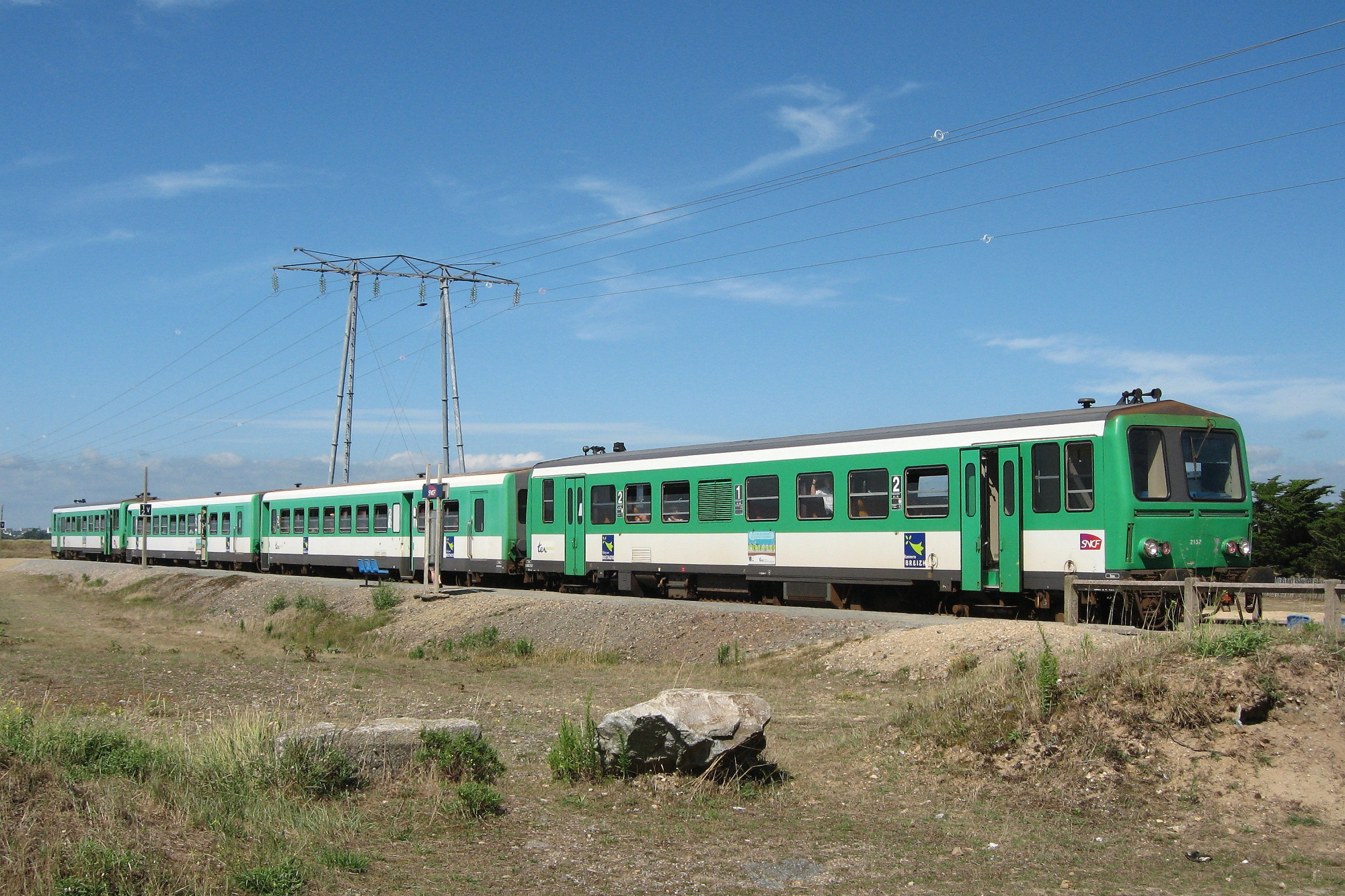
Am Haltepunkt Sable-Blancs

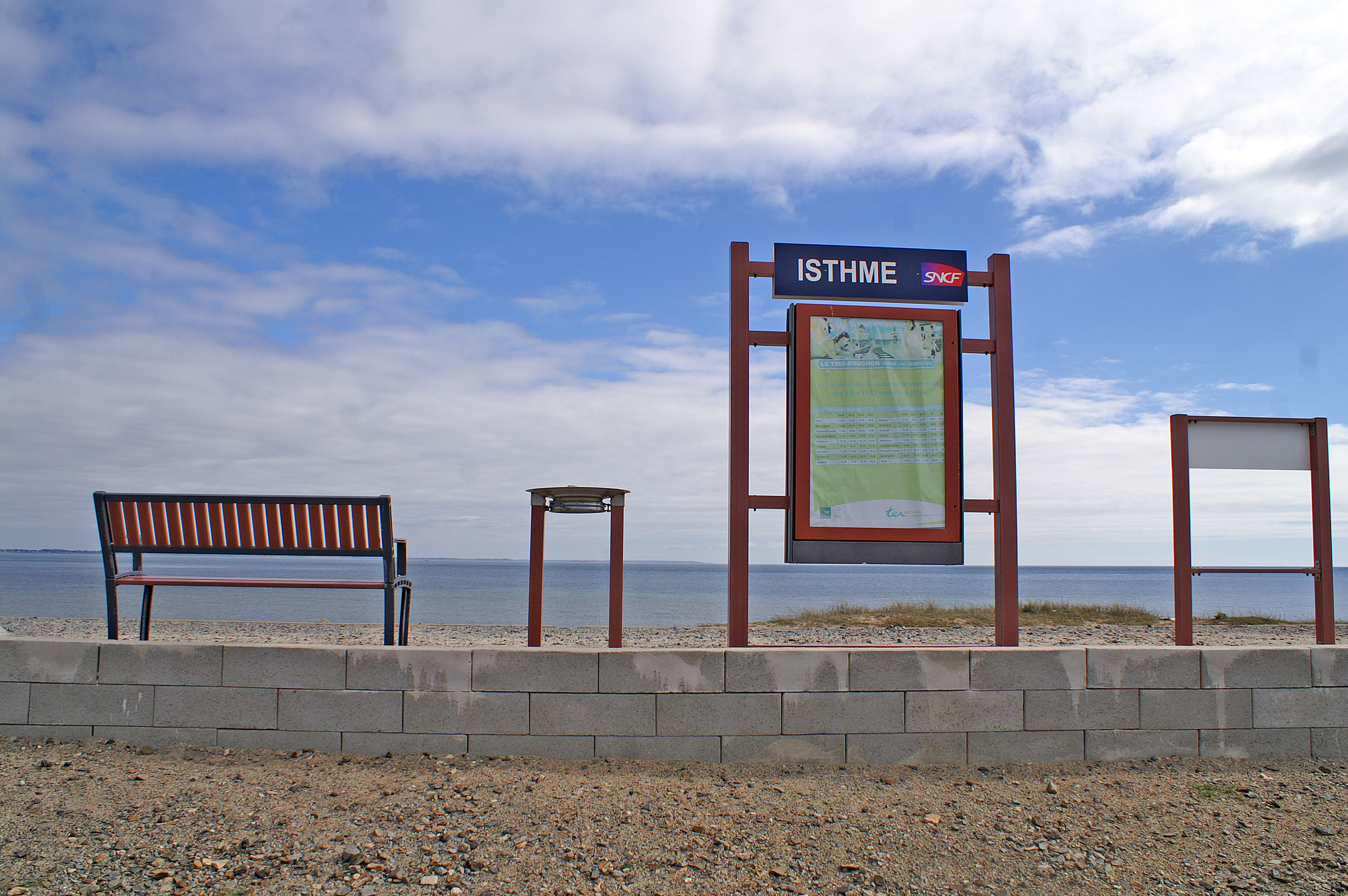
Der Bahnsteig an der Landenge.

Seit der Wiederaufnahme hat die Linie neun Stationen einschließlich der Endbahnhöfe. In Auray besteht Anschluss an Nah- und Fernverkehrszüge einschließlich TGV; ab Quiberon bestehen Schiffsverbindungen nach Belle-Île-en-Mer, Houat und Hœdic. Plouharnel – Carnac ist der einzige Kreuzungsbahnhof, daneben bestehen die sechs Haltepunkte.
Die Endbahnhöfe haben ein Empfangsgebäude in Betrieb; im Gebäude von Plouharnel-Carnac ist während der Saison ein Touristeninformation geöffnet, ein Mitarbeiter der SNCF sichert die Zugbegegnungen; das Gebäude in Saint-Pierre-Quiberon wird von einem Fahrradverleih genutzt und das von Belz-Ploemel von einem Friseursalon. Mit Ausnahme von Auray markieren die vier Gebäude die von Anfang an bestehenden Stationen. Penthièvre und Kerhostin hatten jeweils ein Schrankenwärterhaus, denen 1927 Empfangsgebäude angebaut wurden. Sie wurden an privat verkauft.
Les Sables-Blancs und L’Isthme, die beide 1985 zusammen mit dem „Korkenzieher“ eingeführt wurden, haben kein Gebäude. Sie haben nur je einen Bahnsteig, eine Bank und ein Schild mit dem Stationsnamen und dem Fahrplan.

### Ingenieurbauwerke und Bahnübergänge

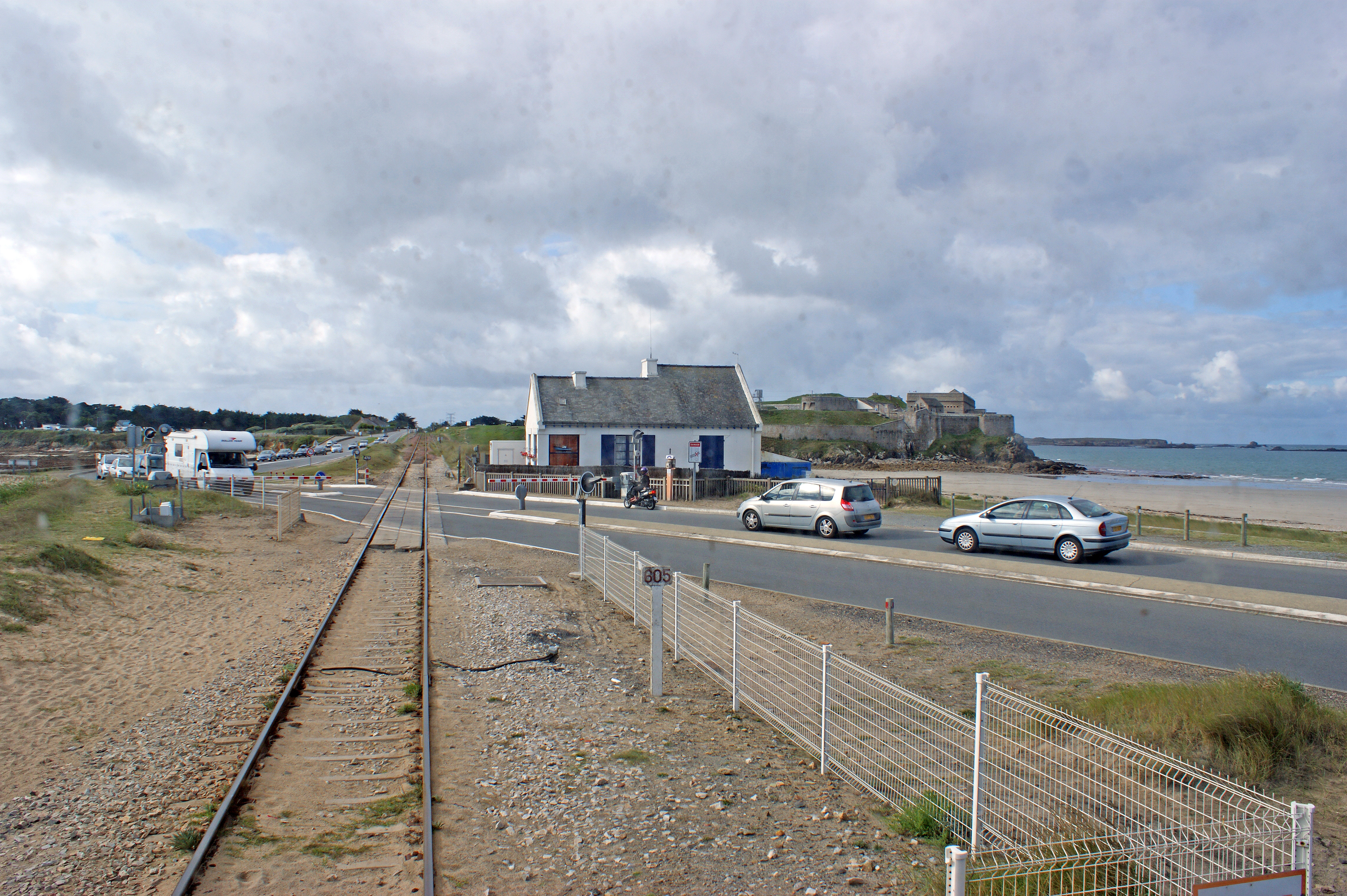
Bahnübergang an der Landenge.

Bis Anfang der 1990er-Jahre hatte die Strecke keine Brücken oder Tunnel. Beim Neubau der N 165 wurde eine Brücke über diese neue Schnellstraße errichtet. Die Strecke hat 31 Bahnübergänge, von denen 23 mit Lichtzeichen und Halbschranken gesichert sind.

### Ausrüstung
Die Bahnstrecke ist eingleisig und nicht elektrifiziert. Sie wird im Betriebsverfahren voie unique à signalisation simplifiée (VUSS) betrieben. Die Züge werden telefonisch gemeldet, unterstützt durch Rechner. Züge können sich an den Endbahnhöfen und in Plouharnel-Carnac, wo ein 177 m langes Begegnungsgleis besteht, ausweichen. Dieses Betriebsverfahren ist für maximal vierzehn Fahrten pro Tag insgesamt zugelassen, und nur solange kein Güterverkehr herrscht. Deshalb braucht die Strecke eine Ausnahmegenehmigung, die einige Auflagen enthält.
Die Triebwagen dürfen die gesamte Strecke mit 60 km/h befahren. Je nachdem, ob sie in Plouharnel-Carnac auf den Gegenzug warten müssen, brauchen sie 43 bis 51 Minuten für die Strecke.

## Betrieb

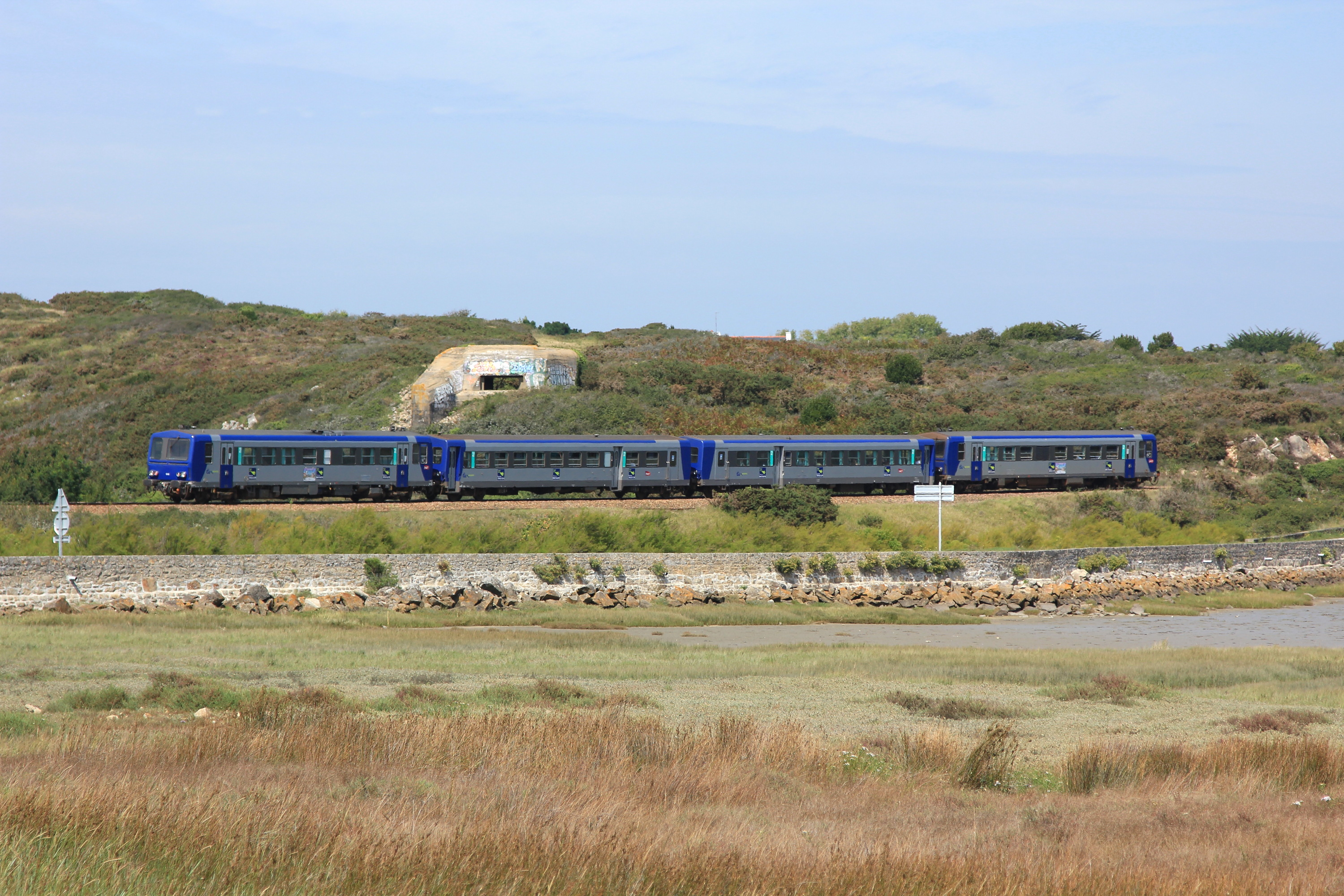
Ein „Korkenzieher“ aus zwei SNCF X 2100 und zwei SNCF XR 6100 an der Bucht von Plouharnel.

Die Strecke wird nur noch von Regionalverkehrszügen des TER Bretagne befahren, an Wochenenden von Mitte Juni bis Mitte September und täglich im Juli und August. Alle Züge sind Triebwagen und fahren nicht über die Strecke hinaus, mit Ausnahme eines Zugpaars Rennes–Quiberon an Sonntagen, die der Anbindung an das dortige Depot dienen. Üblicherweise fahren je zwei Triebwagen der Bauart SNCF X 2100 und Beiwagen SNCF XR 6100.

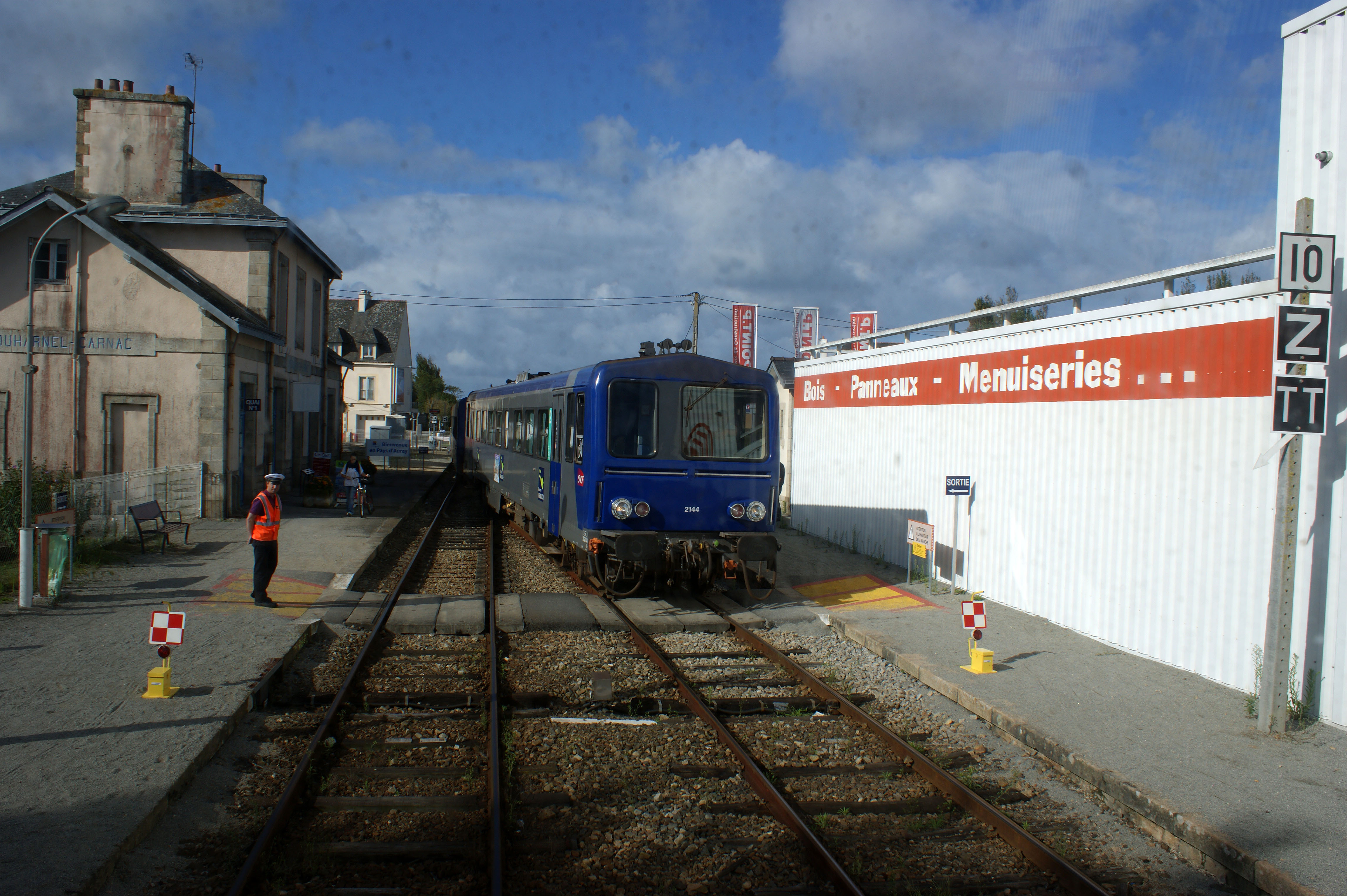
Zugkreuzung in Plouharnel – Carnac. Die Signale („Carree“) werden nach telefonischer Absprache von Hand entfernt und wieder aufgestellt. Der Zug rechts fährt ein.

Das Betriebsverfahren voie unique à signalisation simplifiée (VUSS) erlaubt nur sieben Fahrten pro Tag und Richtung. Um die Nachfrage zu decken, erlaubt eine Ausnahmegenehmigung zehn Hin- und Rückfahrten pro Tag während der Ferienwochen. Siebenmal täglich begegnen sich dabei Züge in Plouharnel-Carnac. Der erste und der letzte Zug haben keine Begegnung, sie dienen auch dazu, das Personal und Material zu verteilen und wieder einzusammeln. Mittags ist ein weiterer Zug alleine unterwegs, unter der Auflage, dass 30 Minuten vor und nach der Fahrt keine anderen Bewegungen auf der Linie stattfinden. Um Irrtümer zu vermeiden, macht die Ausnahmegenehmigung zudem die Auflage, die ganze Woche im gleichen Fahrplan zu fahren und bei den Zugkreuzungen gleiche Taktzeiten einzuhalten.
Außerhalb der Ferien wird im Juli und August sechsmal täglich gefahren, an den Wochenenden Ende Juni und Anfang September viermal. Dann ist immer nur ein Zug auf der Strecke.
In der Betriebssaison beschäftigt der „Korkenzieher“ fünfundzwanzig Personen, darunter sechs Kontrolleure mit Zeitvertrag.
Ergänzend zum Bahnverkehr fährt Montag- bis Freitagmorgen im Sommer ein Bus hin und zurück, um Beschäftigten eine Ankunft vor dem ersten Zug zu ermöglichen. Der Bus ist Partner der TER Bretagne und kann zu denselben Bedingungen genutzt werden wie die Triebwagen. Außerhalb der Saison fahren lokale Busse des Reseau interurbain du Morbihan (TIM). TER und TIM stimmen ihre Angebote seit 2001 aufeinander ab.